# Royal Dansk
Royal Dansk (che significa "Reale Danese") è un marchio danese di biscotti al burro, prodotto dalla Kelsen Group A/S. È noto per il suo caratteristico contenitore rotondo in latta di colore blu reale. Dal 2019, il marchio è di proprietà del gruppo italiano Ferrero, che ha acquisito la società Kelsen Group per 300 milioni di dollari.

## Storia

### Fondazione e primi anni
Royal Dansk nacque nel 1966 a Helsingør, in Danimarca. Inizialmente l’azienda si specializzò nella produzione di biscotti al burro seguendo ricette tradizionali danesi e adottò fin da subito la caratteristica confezione in latta blu, che contribuì notevolmente alla sua identità visiva.
Negli anni '60, un funzionario danese per il commercio estero promosse l’introduzione dei biscotti in Asia, grazie alla collaborazione con Sze-yuen Chung di Hong Kong. Le prime confezioni, inviate in semplici sacchetti di carta, non ressero bene il trasporto e il clima umido, motivo per cui fu proposta l’adozione della scatola in latta per proteggerne la qualità e preservarne la croccantezza. Il nuovo imballaggio si rivelò un successo commerciale e culturale. In Asia, la confezione fu ulteriormente modificata nel 1989 dal designer Alan Chan, che aggiunse elementi decorativi in oro per rendere la scatola più adatta come regalo per il Capodanno lunare.

### Kelsen Group e vendita a Ferrero
Nel 1990, la Royal Dansk si fuse con l’azienda dolciaria danese Kjeldsen, dando origine al Kelsen Group A/S. Le origini del marchio Kjeldsen risalivano agli anni ’30, quando i coniugi Marinus e Anna Kjeldsen iniziarono a produrre biscotti artigianali in un villaggio della penisola dello Jutland. Il successo ottenuto nel mercato locale li portò ad aprire un primo negozio, seguito dalla costruzione di uno stabilimento industriale per distribuire i loro prodotti su scala nazionale.
Nel 2013, Kelsen Group fu acquisito dalla compagnia americana Campbell Soup Company, che ne mantenne la gestione per sei anni. Il 16 luglio 2019, Campbell annunciò la vendita del gruppo alla multinazionale italiana Ferrero per 300 milioni di dollari. L’operazione fu perfezionata tramite la holding belga del gruppo Ferrero, CTH Invest, che assunse il controllo di due stabilimenti produttivi situati in Danimarca, rispettivamente a Nørre Snede e Ribe. Dopo l'acquisizione, Ferrero mantenne la produzione in Danimarca per garantire la continuità qualitativa e l'autenticità del prodotto.